# Józef Bobowski
Józef Bobowski herbu Gryf (zm. 1788) – wojski sanocki w latach 1761-1765, sędzia kapturowy ziemi sanockiej w 1764 roku, sędzia grodzki sanocki w latach 1765-1779, łowczy sanocki w latach 1765-1766, poseł ziemi sanockiej na Sejm Czaplica 1766 roku, podstarości sanocki w 1766 roku, cześnik sanocki w latach 1766-1768, podstoli sanocki w latach 1768-1769, podczaszy sanocki w latach 1769-1771.